# Shane Battier
Shane Battier, né le 9 septembre 1978 à Birmingham au Michigan, est un joueur américain de basket-ball. Il joue avec les Grizzlies de Memphis puis chez les Rockets de Houston avant de finir sa carrière au Heat de Miami où il remporte le championnat NBA à deux reprises.
Il est sélectionné en 6e position de la draft 2001 par les Grizzlies de Memphis. Il évolue au poste d'ailier et est notamment connu pour sa défense agressive et sa capacité à garder les plus grands joueurs de la ligue.

## Carrière

### Ses débuts
Battier pratique le basket-ball depuis son plus jeune âge. À 13 ans, il mesure déjà 1,93 m et atteint la barre des deux mètres à peine une année plus tard. Il cultive cette singularité à l'école, étant le seul enfant d'une mère blanche et d'un père noir. Comme l'explique Michael Lewis dans une interview à son sujet, ceci lui vaut d'être ballotté entre deux mondes durant son enfance : étant considéré comme blanc par la communauté noire, et comme noir par la communauté blanche. C'est dans ce contexte particulier qu'il intègre ses premières équipes. Lewis note à son sujet que « les enfants des quartiers défavorisés le voyaient comme un de ces enfants des banlieues tranquilles et qui jouait comme un blanc, quand ces derniers le prenaient pour une de ces personnes qui étaient sur cette autre planète où vivent les noirs ».

### Ses années à l'université
Après avoir été diplômé de la Country Day School où il fut nommé School's Outstanding Student lors de sa dernière année d'étude. Battier rejoint alors l'Université de Duke où il joue quatre ans durant, dirigé par l'entraîneur Mike Krzyzewski. Il s'impose rapidement grâce à ses talents de défenseur, tout particulièrement lorsqu'il s'agit de concéder des passages en force. Il amène son équipe des Blue Devils dans le carré final de la NCAA en 1999 et 2001. Leur équipe perd en finale en 1999, mais remporte le titre en 2001, compétition à l'issue de laquelle Battier est nommé joueur de l'année. Son numéro 31 est alors retiré par les Blue Devils.
Au cours de sa carrière en université, il est nommé trois années consécutives défenseur de l'année. Il est également le deuxième joueur ayant le plus joué lors d'une saison complète à Duke.
Battier termine son cursus universitaire en obtenant son diplôme d'études religieuses.

### Battier en NBA
Shane Battier se déclare éligible pour la draft de 2001, lors de laquelle il est sélectionné à la sixième position par les Grizzlies de Memphis.

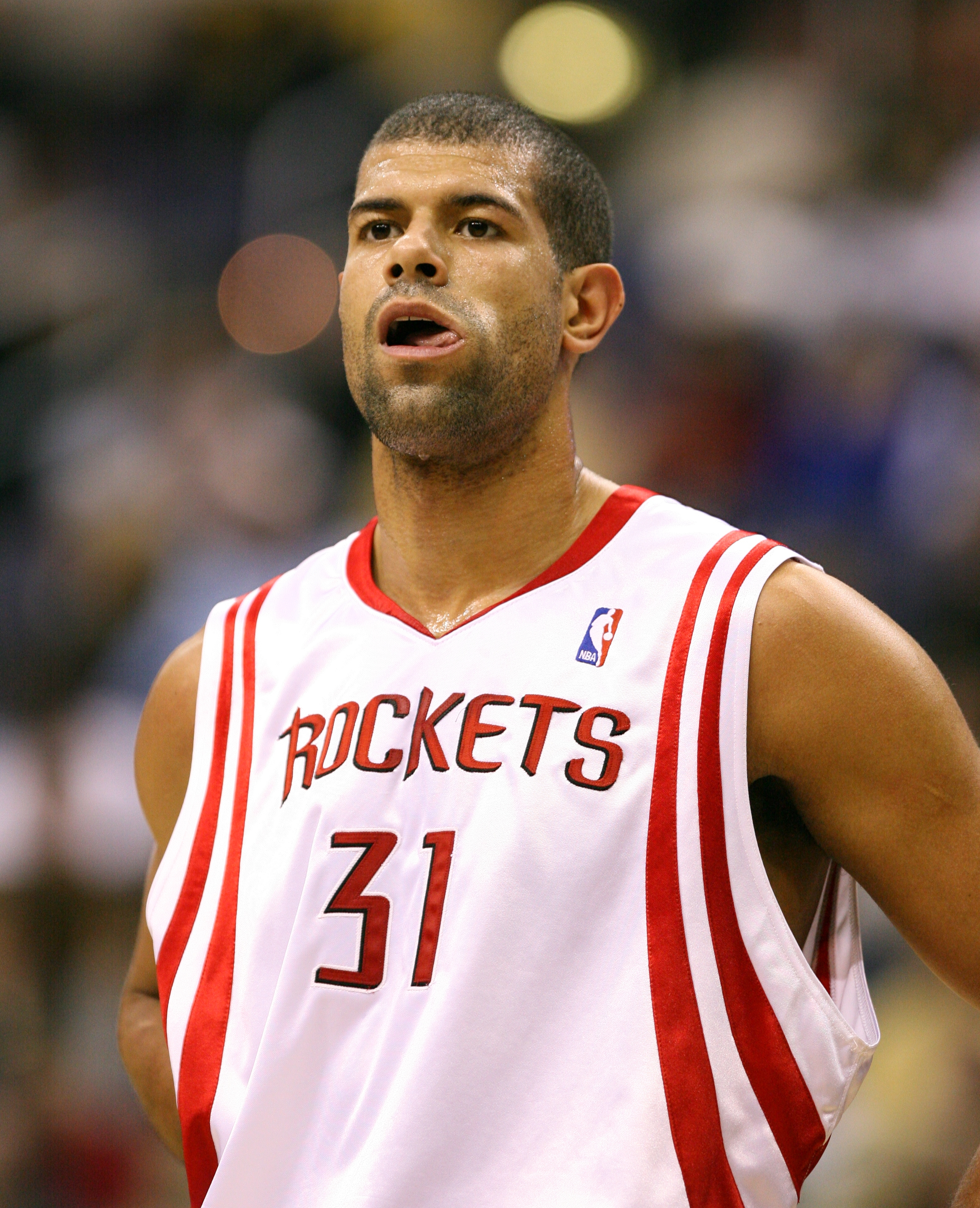
Shane Battier avec les Rockets.

Le 28 juin 2006, Battier est envoyé aux Rockets de Houston en échange de Stromile Swift et d'un premier tour de draft pour les Grizzlies, qui se solde par l'acquisition de Rudy Gay lors de la draft 2006.
Même s'il n'a jamais eu le statut de star, il est souvent considéré comme un joueur prépondérant au sein des équipes dans lesquelles il évolue. Son jeu n'est pas impressionnant, mais Battier joue un basket très productif et efficace, misant plus sur l'implication et sa capacité à se battre pour les pertes de balles plutôt que sur son athlétisme. Il est aussi de notoriété publique que Battier est un joueur très intelligent qui s'informe beaucoup sur les équipes qui lui font face, étudiant minutieusement les tactiques employées ainsi que les joueurs qu'il doit défendre : "J'essaie de me préparer du mieux que je peux. Je veux connaître les positions préférentielles des joueurs susceptibles de me dominer. Je lis énormément de choses, sur ses forces et ses faiblesses et ce plusieurs fois avant le match. "Une bonne préparation permet d'éviter une piètre performance, c'est un peu ma devise.". C'est d'ailleurs le seul joueur de l'équipe à avoir accès à un certain nombre d'informations et statistiques que les Rockets de Houston recueillaient sur les joueurs de la ligue, afin qu'il puisse se familiariser avec les joueurs de l'équipe adverse. Lors d'un match contre les Spurs de San Antonio durant la saison 2007-2008, il était assigné à la défense de Manu Ginóbili qui ne faisait pas partie du cinq de départ, et rentrerai en cours de match. Battier a alors explicitement demandé à Daryl Morey, dirigeant des Rockets, de le laisser sur le banc afin de faire coïncider son temps de jeu avec celui de Ginóbili afin qu'il puisse le défendre pour toute la durée du match. Daryl Morey dit après le match que « personne en NBA ne ferait une chose pareille. Personne ne demande à rester sur le banc dans le seul but de défendre le meilleur marqueur de l'équipe adverse pendant tout le match.»
C'est sur le tard qu'il connaît la plus grande consécration en NBA. En décembre 2011, alors libre de tout contrat, il décide de s'engager avec le Heat de Miami, une équipe avec laquelle il va remporter 2 titres de champion consécutifs. Concernant le titre de 2013, à l'occasion du fameux et décisif match 7 à domicile contre San Antonio, il va être l'un des principaux artisans de la victoire de son équipe grâce à sa grande réussite derrière l'arc (18 points à 6/8).
En juin 2014, le Heat atteint de nouveau les Finales NBA mais est battu par les Spurs de San Antonio. Battier annonce sa retraite quelques jours plus tard.

## Profil de jeu
Son gabarit lui confère une grande versatilité dans son jeu. À la fois suffisamment grand et puissant pour se faire une place dans la raquette, et suffisamment habile pour tirer (sa spécialité étant le tir à trois points dans le coin), il se démarque cependant par sa capacité à produire une défense très efficace. Capable de défendre trois postes différents (arrières, ailiers forts et faibles), il est reconnu comme un défenseur tenace et engagé, notamment pour sa capacité à concéder les passages en force.

## Palmarès

### En club
- Champion NBA en 2012 et 2013 avec le Heat de Miami.
- Champion de la Conférence Est de NBA en 2011, 2012, 2013 et 2014 avec le Heat de Miami.
- Champion de la Division Sud-Est en 2012 et 2013 avec le Heat de Miami.

### En équipe nationale
- Médaille de bronze au championnat du monde 2006.

### Distinctions personnelles
- Twyman-Stokes Teammate of the Year Award en 2013-2014[2] (coéquipier de l'année).

## Records sur une rencontre en NBA
Les records personnels de Shane Battier en NBA sont les suivants, :
| Type de statistique        | Saison régulière | Saison régulière          | Saison régulière | Playoffs | Playoffs                  | Playoffs      |
| Type de statistique        | Record           | Adversaire                | Date             | Record   | Adversaire                | Date          |
| -------------------------- | ---------------- | ------------------------- | ---------------- | -------- | ------------------------- | ------------- |
| Points                     | 33               | Raptors de Toronto        | 4 mars 2005      | 23       | Lakers de Los Angeles     | 10 mai 2009   |
| Paniers marqués            | 12               | Timberwolves du Minnesota | 21 mars 2002     | 7        | Jazz de l'Utah            | 19 avril 2008 |
| Paniers tentés             | 20               | 2 fois                    | 2 fois           | 12       | Lakers de Los Angeles     | 10 mai 2009   |
| Paniers à 3 points réussis | 7                | @ Nets du New Jersey      | 27 décembre 2006 | 6        | Spurs de San Antonio      | 20 juin 2013  |
| Paniers à 3 points tentés  | 12               | @ Nets du New Jersey      | 27 décembre 2006 | 10       | Lakers de Los Angeles     | 10 mai 2009   |
| Lancers francs réussis     | 9                | 3 fois                    | 3 fois           | 6        | Lakers de Los Angeles     | 10 mai 2009   |
| Lancers francs tentés      | 11               | Raptors de Toronto        | 4 mars 2005      | 6        | 2 fois                    | 2 fois        |
| Rebonds offensifs          | 7                | 4 fois                    | 4 fois           | 4        | 4 fois                    | 4 fois        |
| Rebonds défensifs          | 12               | Grizzlies de Memphis      | 5 février 2011   | 8        | Celtics de Boston         | 28 mai 2012   |
| Rebonds totaux             | 14               | 2 fois                    | 2 fois           | 10       | Celtics de Boston         | 28 mai 2012   |
| Passes décisives           | 8                | Bucks de Milwaukee        | 18 décembre 2001 | 7        | Lakers de Los Angeles     | 8 mai 2009    |
| Interceptions              | 5                | 8 fois                    | 8 fois           | 3        | 7 fois                    | 7 fois        |
| Contres                    | 7                | Kings de Sacramento       | 3 mars 2010      | 4        | Trail Blazers de Portland | 24 avril 2009 |
| Balles perdues             | 6                | @ Clippers de Los Angeles | 16 avril 2002    | 4        | @ Mavericks de Dallas     | 25 avril 2006 |
| Minutes jouées             | 51               | @ Lakers de Los Angeles   | 15 décembre 2006 | 46       | Celtics de Boston         | 30 mai 2012   |

- Double-double : 27 (dont 1 en playoffs)
- Triple-double : 0